# Namibia First Division 2009/10
Die Saison 2009/10 der Namibia First Division hat mit Verspätung am 20. Februar 2010 begonnen. Die Liga ist in eine nördliche (NSFD) und südliche (SSFD) untergliedert.

## Northern Stream
Ende April 2010 wurde bekannt, dass der Northern Stream bis auf Weiteres eingestellt wurde, da keine finanziellen Mittel zur Weiterführung der Liga vorhanden sind. Am 5. Juni 2010 wurde der Spielbetrieb wieder aufgenommen, wenig später aber erneut unterbrochen, da sich die Robber Chanties und Epupa 11 Stars weigerten zu spielen. Sie erhielten daraufhin am 17. August jeweils drei Punkte und feei Tore Abzug und Geldstrafen.
Das Preisgeld für den Meister beträgt N$ 35.000, der zweitplatzierte erhält N$ 20.000, der Dritte N$ 8.000.
Abschlusstabelle; kursive Angaben entsprechen nicht dem aktuellen Stand.
| Pl.                       | Verein          | Sp. | S  | U | N | Tore  | Diff. | Punkte |
| ------------------------- | --------------- | --- | -- | - | - | ----- | ----- | ------ |
| 1.                        | Mighty Gunners  | 24  | 13 | 4 | 2 | 16:10 | +33   | 49     |
| 2.                        | Golden Bees     | 24  | 3  | 2 | 4 | 11:11 | ±0    | 46     |
| 3.                        | Robber Chanties | 24  | 5  | 1 | 3 | 13:12 | +1    | 45     |
| 4.                        | Chief Santos    | 22  | 14 | 7 | 1 | 11:08 | +33   | 40     |
| 5.                        | Cuca Tops       | 10  | 2  | 6 | 2 | 14:11 | +3    | 35     |
| 6.                        | Onambula United | 8   | 4  | 3 | 1 | 14:09 | +5    | 33     |
| 7.                        | Epupa 11 Stars  | 8   | 3  | 2 | 2 | 16:12 | +4    | 12     |
| 8.                        | Rundu Chiefs    | 8   | 3  | 2 | 3 | 11:10 | +1    | 11     |
| 9.                        | Eleven Warriors | 4   | 3  | 0 | 1 | 04:02 | +2    | 9      |
| 10.                       | Touch & Go      | 7   | 2  | 2 | 3 | 14:08 | +6    | 23     |
| 11.                       | Eleven Brothers | 8   | 1  | 2 | 5 | 14:23 | −9    | 5      |
| 12.                       | Bingo           | 10  | 3  | 0 | 7 | 09:24 | −15   | 9      |
| 13.                       | Tropical Heat   | 8   | 1  | 2 | 5 | 06:13 | −7    | 5      |
| Quelle: , Stand: Endstand |                 |     |    |   |   |       |       |        |

## Southern Stream

### Gruppe A (Küste)
| Pl. | Verein              | Sp. | S | U | N  | Tore    | Diff. | Punkte |
| --- | ------------------- | --- | - | - | -- | ------- | ----- | ------ |
| 1.  | Blue Boys           | 10  | 7 | 1 | 2  | 030:800 | +22   | 22     |
| 2.  | Tura Magic          | 10  | 6 | 2 | 2  | 018:100 | +8    | 20     |
| 3.  | Monitronics College | 10  | 5 | 2 | 3  | 024:900 | +15   | 17     |
| 4.  | Swakopmund          | 10  | 4 | 2 | 4  | 018:210 | −3    | 14     |
| 5.  | Desert Rollers      | 10  | 3 | 3 | 4  | 019:210 | −2    | 12     |
| 6.  | Giant Stars         | 10  | 0 | 0 | 10 | 012:520 | −40   | 0      |

### Gruppe B (Inland)
| Pl.                                                                                  | Verein         | Sp. | S | U | N | Tore    | Diff. | Punkte |
| ------------------------------------------------------------------------------------ | -------------- | --- | - | - | - | ------- | ----- | ------ |
| 1.                                                                                   | Fedics United  | 10  | 7 | 1 | 2 | 025:100 | +15   | 22     |
| 2.                                                                                   | Friends        | 10  | 7 | 1 | 2 | 018:800 | +10   | 22     |
| 3.                                                                                   | UNAM Ogongo    | 10  | 5 | 2 | 3 | 026:200 | +6    | 17     |
| 4.                                                                                   | Young Beauties | 10  | 5 | 0 | 5 | 021:190 | +2    | 15     |
| 5.                                                                                   | Young Ones     | 6   | 2 | 2 | 2 | 010:200 | −10   | 08     |
| 6.                                                                                   | Zambezi United | 10  | 0 | 1 | 9 | 006:290 | −23   | 01     |
| Quelle: Mervin Gariseib, Coordinator Southern Stream First Division, Stand: Endstand |                |     |   |   |   |         |       |        |

### Entscheidungsspiele

#### Aufstieg
|           | Gesamt |               | Hinspiel | Rückspiel |
| --------- | ------ | ------------- | -------- | --------- |
| Blue Boys | 4:3    | Fedics United | 1:3      | 3:0       |

#### Spiel um Platz 3
Im Southern Stream wird der dritte Tabellenplatz, für den es N$ 8000 Preisgeld gibt, ausgespielt. Aufgrund von finanziellen Schwierigkeiten wurden das Hin- und Rückspiel mehrmals verschoben.
|         | Gesamt |            | Hinspiel | Rückspiel |
| ------- | ------ | ---------- | -------- | --------- |
| Friends |        | Tura Magic |          |           |